# Pauscht
Die Pauscht (auch Bausch) bezeichnet einen Papierstapel aus der klassischen Papierherstellung.
Nachdem der Papierbrei mit Hilfe eines Schöpfsiebs in Form gebracht worden ist, werden die Papiere gepresst. Nach diesem Vorgang werden sie auf die Pauscht gelegt. Hierbei gilt: zuerst ein Filztuch, dann ein Papier und dann wieder ein Filztuch. Eine Pauscht besteht aus 181 ungeleimtem Papierbögen.
Ob die Redensart „in Bausch und Bogen“ (etwa: „pauschal“, „ohne Unterschied“) von dieser Zählweise herstammt, ist nicht geklärt.
Laut der Liste deutscher Redewendungen unter B -> Bausch handelt es sich hierbei nicht um den Papierbogen.